# Olivella spreta
Olivella spreta is een slakkensoort uit de familie van de Olividae. De wetenschappelijke naam van de soort is voor het eerst geldig gepubliceerd in 1861 door Gould.